# Sammlung Gottlieb Wüthrich
Die Sammlung Gottlieb Wüthrich war eine der umfassendsten Sammlungen von Schweizer Münzen, die je versteigert wurden. Sie wurde vom 25. bis zum 27. November 1971 bei der Münzen und Medaillen AG, Basel aufgelöst.

## Sammler
Der Sammler Gottlieb Wüthrich (1879–1946) war seit 1898 bei der Maschinenfabrik Oerlikon tätig, seit 1899 in deren Londoner Niederlassung, deren Direktor er von 1921 bis zu seinem Tode war.
Neben seinem Beruf interessierte sich Gottlieb Wüthrich schon früh für die Heimatgeschichte und die Münzen. Ein Ansprechpartner war ihm dafür sein Jugendfreund Jakob Wiedmer, der spätere Direktor des Berner Historischen Museums. Auch wenn Wüthrich schon während seiner Schulzeit Münzen gesammelt hatte, begann er seine eigentliche Sammlertätigkeit erst 1917. Dabei galt seine Liebe nicht nur den Münzen, sondern auch den Schweizerischen Wappenscheiben und frühen Buchdrucken, besonders des ersten Berner Buchdruckers Matthias Apiarius. Wüthrich hatte das Glück, seine Münzsammlung in einer Zeit aufbauen zu können, in der zahlreiche überaus bedeutende Sammlungen auf den Markt kamen, so die Sammlung Wunderly, die Sammlung Bachofen und die Sammlung Fürstlich Fürstenbergisches Kabinett zu Donaueschingen. Wegen der Wirtschaftskrise waren die Preise für Münzen sehr niedrig, so dass sich Wüthrich eine Reihe von überaus seltenen, besonders schönen Stücken sichern konnte. Ihm gelang es sogar, ganze Sammlungen zu erwerben, so die Sammlung Robert Käppeli von Schweizerischen Münzen des Mittelalters. Wüthrich arbeitete für den Aufbau der Sammlung eng mit verschiedenen Münzhändlern zusammen, so mit Leonard Forrer sr., der die numismatische Abteilung der Firma Spink & Son leitete. Bei den großen Frankfurter Auktionen der Zwischenkriegszeit ließ sich Wüthrich durch den Schweizer Sammler Felix Blatter vertreten.
Während die Wappenscheiben gleich nach seinem Tod verkauft und die Drucke des Apiarius als Depositum dem Schweizerischen Gutenbergmuseum überlassen wurden, blieb die Münzsammlung im Besitz der Familie, bis der größte Teil, mit Ausnahme der Prägungen von Bern und Graubünden 1971 bei der Münzen und Medaillen AG in Basel versteigert wurde. Die Berner Münzen der Sammlung Wüthrich wurden 1984 in Zürich versteigert.

## Stücke der Sammlung
Die Sammlung Wüthrich beinhaltete Münzen, die im Schweizer und im süddeutschen Raum, besonders im Bodenseegebiet, geprägt wurden. Dabei begann er mit den keltischen Prägungen. Ein besonderer Schwerpunkt waren mittelalterliche Brakteaten, wobei er sich nicht auf das Gebiet der heutigen Schweiz beschränkte, sondern im historischen Zusammenhang alle schwäbisch-alemannischen Pfennige des Mittelalters sammelte. Dazu gehörten folgende Gebiete (in der Reihenfolge des Katalogs 45 der Münzen und Medaillen AG): Basel (Stadt und Bistum), Grafen von Pfirt, Colmar, Freiburg im Breisgau, Rappenmünzbund, Bern, Fribourg, Neuenburg, Solothurn, Burgdorf, Luzern, Uri, Schwyz, Zug, Zofingen, Laufenburg, Rheinfelden, Todtnau, Villingen, Diessenhofen, Laufenburg, Tiengen, Schaffhausen, Zürich, Konstanz, Biberach, Kempten, Lindau, Montfort, Ravensburg, Reichenau, Rottweil, Sankt Gallen, Überlingen, Ulm, Weingarten und Augsburg.
Besonders hervorzuheben ist dabei der äußerst seltene Brakteat von Diessenhofen, der im letzten Drittel des 13. Jahrhunderts geprägt wurde, den hl. Dionysos von vorne zeigt, ein überaus ungewöhnlicher Brakteat von Zürich, der zur gleichen Zeit entstand, und Ianusförmig die Stadtheiligen Felix und Regula zwischen Halbmond und Stern zeigt, sowie ein Brakteat von Biberach, um 1220, mit einem nach rechts gehenden Löwen, bei dem es sich um eine heraldische Tierdarstellung des Bodenseeraumes handeln soll.
Ein weiterer Schwerpunkt waren die Münzen und Medaillen der Kantone und Reichsstädte mit besonderer Berücksichtigung des heimatlichen Kantons Bern. Dabei interessierte sich Gottlieb Wüthrich besonders für die Goldprägung, auch wenn die Silberprägung in ihren wichtigsten, vor allem frühen und eindrucksvollen Stücken vertreten ist. Kleinmünzen dagegen fehlen in der Sammlung völlig.
Auktion
Zur Versteigerung in Basel kamen 1971:
- Zürich mit einigen äußerst seltenen Goldgulden der ersten Hälfte des 16. Jahrhunderts sowie einer kompletten Serie der Halbdukaten des 17. Jahrhunderts und einer großen Serie von Doppeldukaten, Dukaten und Halb- und Vierteldukaten des 18. Jahrhunderts.
- Luzern mit einigen äußerst seltenen Großsilbermünzen der zweiten Hälfte des 16. Jahrhunderts.
- Urkantone, besonders hervorzuheben der Taler ohne Jahr, geprägt zwischen 1551 und 1560, der drei Stände Uri, Schwyz und Nidwalden mit dem Doppeladler auf der Vorderseite, dem hl. Martin auf der Rückseite.
- Glarus, mit dem seltenen Schützentaler von 1847.
- Zug, mit dem seltenen Schneckentaler von 1565 und dem seltenen Engeltaler aus dem gleichen Jahr.
- Fribourg
- Solothurn, mit einigen äußerst seltenen Goldprägungen vom Ende des 18. Jahrhunderts bis ins erste Viertel des 19. Jahrhunderts, darunter ein Dukat 1768, ein Doppeldublone 1797 und 1798 sowie eine Duplone 1813.
- Basel, mit dem äußerst seltenen Goldgulden von 1493 und 1516.
- Schaffhausen, mit dem äußerst seltenen Goldgulden von 1622.
- Appenzell, Sankt Gallen, Aargau, Thurgau, Tessin
- Waadt, mit dem wohl uniken Ecu de 6 Livre von 1793, geprägt in Paris.
- Genf und Mühlhausen

Ferner enthält die Sammlung Geistliche und Weltliche Herren sowie Städte auf Schweizerischem Gebiet, so Beromünster, Einsiedeln, Fischingen, Lausanne, Muri, Rheinau, Sitten, Greyerz, Brugg, Laufenburg, Vevey und Zofingen.